# Northern Territory Force
Pour les articles homonymes, voir 12e division.
La Northern Territory Force est une force de l'armée australienne chargée de protéger le Territoire du Nord pendant la Seconde Guerre mondiale. 
La plupart des unités affectées à l'unité sont basées près de Darwin et sont chargées de défendre les importantes bases navales et aériennes dans et autour de la ville contre une invasion japonaise redoutée. La Northern Territory Force est brièvement rebaptisée 12e division à la fin de 1942, mais cela est de courte durée. Les unités de l'armée australienne sont déployés dans le nord de l'Australie pendant la guerre et six brigades d'infanterie servent dans le cadre de la Northern Territory Force entre 1942 et 1945. La formation est réduite au cours de la guerre alors que la situation stratégique dans le Pacifique tourne en faveur des Alliés, bien que des vestiges demeurent jusqu'à la fin de la guerre. Au début de 1946, l'unité est reconvertie en 7e district militaire.

## Commandants
Les officiers suivants ont commandé la formation pendant la guerre:
- Major-général Edmund Herring (avril-août 1942)
- Major-général Jack Stevens (en) (août 1942 - mars 1943)
- Major-général Arthur Samuel Allen (mars 1943 - octobre 1944)
- Brigadier Robert Harold Nimmo (en) (par intérim ; octobre 1944 - janvier 1945)
- Major-général John Murray (en) (mars 1945 - janvier 1946)

### Lectures complémentaires
- Graham McKenzie-Smith, Australia's Forgotten Army: Defending the Northern Gateways Northern Territory and Torres Strait. 1938 to 1945, vol. 2, Queanbeyan, New South Wales, Highland Press, 1995 (ISBN 0-646-24404-3)